# Love Song for Jeffrey
Love Song for Jeffrey es el quinto álbum de estudio de la cantante australiana de pop Helen Reddy. Fue publicado el 25 de marzo de 1974 a través de Capitol Records.

## Concepción
Reddy describió Love Song for Jeffrey como “un conjunto muy personal de canciones sobre la familia y el amor profundo y duradero”. El álbum se centró en su familia, prestando especial atención a aquellos que habían muerto durante el año pasado. Un homenaje en la contraportada dice: “En memoria de mi madre, Stella Lamond Reddy, julio de 1973, mi padre, Max Reddy, septiembre de 1973, y mi amada tía, Helen Reddy Sr., enero de 1974”.

## Recepción de la crítica
Billboard lo nombró una selección “Spotlight” y un crítico no especificado calificó Love Song for Jeffrey como “posiblemente el mejor LP de esta artista hasta el momento”. Un escritor no especificado de Cash Box comentó: “A lo largo de toda la colección, la voz estilística de la Sra. Reddy es la punto focal y hace un gran trabajo en cada corte, particularmente en «Stella by Starlight» y la conmovedora canción que da nombre al álbum”.

## Lista de canciones
| Lado uno |                           |                               |          |  |
| N.º      | Título                    | Escritor(es)                  | Duración |  |
| 1.       | «That Old American Dream» | Mike Hazlewood Albert Hammond | 2:27     |  |
| 2.       | «You're My Home»          | Billy Joel                    | 2:59     |  |
| 3.       | «Songs»                   | Barry Mann Cynthia Weil       | 3:55     |  |
| 4.       | «I Got a Name»            | Norman Gimbel Charles Fox     | 3:32     |  |
| 5.       | «Keep On Singing»         | Danny Janssen Bobby Hart      | 3:03     |  |

| Lado dos |                                |                                |          |  |
| N.º      | Título                         | Escritor(es)                   | Duración |  |
| 1.       | «You and Me Against the World» | Paul Williams Kenny Ascher     | 2:08     |  |
| 2.       | «Ah, My Sister»                | Carole Bayer Sager Peter Allen | 3:03     |  |
| 3.       | «Pretty, Pretty»               | Allen Hal Hackady              | 3:26     |  |
| 4.       | «Love Song for Jeffrey»        | Helen Reddy Allen              | 2:40     |  |
| 5.       | «Stella by Starlight»          | Ned Washington Victor Young    | 3:50     |  |

## Créditos y personal
Créditos adaptados desde las notas de álbum de Love Song for Jeffrey.
Personal técnico
- Tom Catalano – productor
- Artie Butler – arreglos, conductor en todas las canciones excepto «You're My Home» y «Keep On Singing»
- Michael Omartian – arreglos, conductor en «You're My Home» y «Keep On Singing»
- Armin Steiner – ingeniero de audio
- Roy Kohara – director artístico
- Virgil Mirano – fotografía
- Jeff Wald – gestión

## Certificaciones y ventas
| País                  | Certificación | Ventas  |
| --------------------- | ------------- | ------- |
| Estados Unidos (RIAA) | Oro           | 500 000 |